# Shmuel Tamir
Shmuel M. Tamir (en hébreu : שמואל תמיר, né sous le nom de Shmuel Katznelson le 10 mars 1923 et mort le 29 juin 1987 à Herzliya) est un important combattant de la lutte pour l’indépendance d’Israël, avocat, patriote et député à la Knesset. Après avoir combattu les Britanniques, il mène une carrière d’avocat. Il siège à la Knesset de 1965 à 1980, puis devient ministre de la Justice dans le premier gouvernement de Menahem Begin de 1977 à 1980. Ses options politiques non-conformistes l’ont conduit à siéger comme indépendant après plusieurs participations à des coalitions avec les partis de la droite nationaliste.

## Biographie
Né à Jérusalem, Shmuel Katznelson est le fils de Reuven Katznelson (membre de la légion juive, sergent de Joseph Trumpeldor à la bataille de Gallipoli) et de Batsheva Katznelson (députée à la Knesset). Parmi ses oncles se trouvent Joseph Katznelson, compagnon de Ze'ev Jabotinsky et un des deux chefs du service Immigration illégale de l’Irgoun, et Avraham Katznelson, un des signataires de la déclaration d’indépendance d’Israël ; Rachel Katznelson-Shazar, épouse de Zalman Shazar, troisième président d’Israël, est une de ses tantes. 

## Irgoun
Shmuel Katznelson rejoint l’Irgoun (Etzel) en 1938. Il travaille à la radio Voice of Jerusalem, d’où il est renvoyé en 1944 quand son appartenance à l’Irgoun est découverte. Après la déclaration de révolte de février 1944, il prend part à des opérations contre les Britanniques, dont notamment le 26 février 1944, une attaque à l’explosif sur un bureau des impôts à Jérusalem,,. Il est ensuite chef du renseignement dans le même district. En 1946 il sert comme deputy commander, toujours dans le même district et est responsable de l’unité de renseignement de l’Irgoun à Jérusalem.

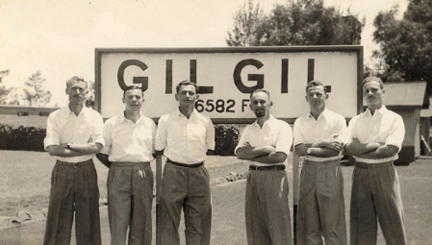
Tamir en 1945 (deuxième à partir de la droite) avec d’autres prisonniers de l’Irgoun au camp de Gilgil (Kenya) ; à droite se trouve Meir Shamgar, futur président de la cour suprême d'Israël, et à gauche Dov Milman, futur député à la Knesset et ambassadeur.

Il est arrêté trois fois par les Britanniques, et en mars 1947, il est envoyé en camp au Kenya, où il achève ses études de droit. Dans le camp, il est superviseur, représentant des prisonniers auprès des autorités britanniques.

## Carrière d’avocat
L’exil de Katzenelson s’achève le 12 juillet 1948, après la déclaration d’indépendance d'Israël, mais n’est pas mobilisé dans l’armée israélienne. En arrivant en Palestine, il fait de son pseudonyme, Tamir (signifiant "grand et mince") son nom légal.
Comme avocat, il mène plusieurs campagnes et procès politiques célèbres, dont celle en rapport avec la mort de Yedidya Segal (une affaire de diffamation à propos du meurtre d’un jeune garde de l’Irgoun près d’Haïfa, en janvier 1948, affaire menée dans le cadre de la rivalité entre les travaillistes du Mapaï et les révisionnistes), le procès Zerifin en 1953 où il défend le groupe Lohamei Malkhut Israël pour l’attentat à l’ambassade soviétique en février 1953. En 1954, dans le procès Kastner, alors que son client, Malchiel Gruenwald, lui aussi révisionniste, est accusé de diffamation, il réussit à retourner l’affaire en mettant en accusation le plaignant, Rudolf Kastner, pour ses négociations avec Adolf Eichmann pendant la Shoah en Hongrie, là aussi dans le cadre d’une controverse politique nationale, et pour son témoignage en faveur du SS Kurt Becher qui lui évite un procès. L’impact du procès dans l’opinion publique jusqu’à nos jours est énorme, il conduit à la dissolution du gouvernement Sharett I et influe fortement sur la campagne des élections législatives israéliennes de 1955.
En 1962, il défend en appel les studios Herzliya dont un documentaire montrant la répression violente d’une manifestation dans le village palestinien de Sumayil avait été censuré.

## Carrière politique
En 1948, il est l’un des fondateurs du parti de Menahem Begin, le Hérout où il soutient le rapprochement avec les sionistes généraux. Il quitte le Hérout en 1952. Il cofonde le parti Nouveau Régime en 1957 après la crise de Suez, puis retourne au Hérout en 1964 ; en 1965 il est élu député lors des élections législatives de 1965 sur la liste Gahal, issue de la fusion du Hérout et du parti libéral.
En 1966, il est expulsé du parti pour avoir fait la promotion d’une loi sur l’avortement à la Knesset ou pour avoir critiqué Menahem Begin. Avec deux autres députés il crée le Centre libre en 1967,. Il est réélu sous les couleurs de ce parti en 1969 et en 1973, alors que son parti fusionne avec le Likoud. Il appelle alors à un accord territorial avec les Arabes. Il démissionne de la Knesset en janvier 1977 pour former le parti Shinouï, qui échoue et éclate très rapidement. Immédiatement après, il rejoint le nouveau parti centriste du mouvement démocratique pour le changement (Dash).
Il est réélu à la Knesset aux élections de 1977 sur la liste de Dash, et est nommé ministère de la Justice dans le gouvernement Begin le 24 octobre. À ce poste, il participe aux négociations de paix avec l’Égypte qui aboutissent aux accords de Camp David, en travaillant sur une clause garantissant l’approvisionnement pétrolier d’Israël à partir du Sinaï et qui mettait les négociations dans l’impasse. Quand Dash éclate, Tamir rejoint le mouvement démocratique, avant de le quitter et siéger en tant qu’indépendant. Il quitte son poste de ministre le 5 août 1980 quand son parti est exclu du processus de prise de décision de la coalition.
Il ne se représente pas aux élections suivantes.
Il conduit les négociations avec un groupe de guérilla palestinien en 1985 aboutissant à un échange controversé de 1 150 prisonniers palestiniens et libanais contre trois prisonniers israéliens,,.
Tamir figure au nombre des partisans du rabbin d’extrême-droite Meir Kahane et de la ligue de défense juive.